# حسن علي إبراهيم
الدكتور حسن علي إبراهيم (9 سبتمبر 1914م - 2002م)، جراح وأستاذ جامعي مصري، وهو ابن رائد الجراحة المصري الدكتور علي باشا إبراهيم.

## حياتهُ
ولد حسن علي إبراهيم في 9 سبتمبر 1914، وتخرج في كلية الطب بجامعة فؤاد الأول عام 1937، وكان الأول على دفعته، ثم عمل مساعدًا لأبيه الدكتور علي باشا إبراهيم، ثم نال إجازة الماجستير في الجراحة، التي تعادل الدكتوراه، عام 1941، ثم نال زمالة كلية الجراحين الملكية في إنجلترا سنة 1946، ومنحته هذه الكلية «أستاذية هنتر» عن بحث في سرطان المثانة الناشئ عن البلهارسيا سنة 1947، وهو أول جراح غير بريطاني يمنح هذا اللقب.

## العمل الأكاديمي
تدرج في مناصب هيئة التدريس في كلية الطب بجامعة فؤاد الأول (جامعة القاهرة) حتى عين أستاذًا للجراحة التجريبية عام 1962، ثم عين عميدًا للكلية عام 1971، فلما صارت العمادة بالانتخاب، انتخب عميدًا لها عام 1972، فلما بلغ السن القانونية للمعاش سنة 1974 عين أستاذًا متفرغًا للجراحة.
أنشأ حسن علي إبراهيم قسم الجراحة التجريبية على النمط القائم في كليات العالم المتقدم، وكان أول جراح في مصر يجري عمليات جراحية في القلب، شجعت غيره على خوض ذلك المجال، كما قام بعدد كبير من جراحات قرحة المعدة، وأجرى تعديلًا في تقنية استئصالها، وله نظريات في تليف التامور وتليف الكبد الناتج من البلهارسيا، نال عليها جائزة الدولة التشجيعية عام 1959.

## جراحة القلب
في نوفمبر 1948 - أثناء حرب فلسطين - اضطلع الدكتور إبراهيم بعلاج طيار مصري أصيب برصاصة استقرت في جدار البطين الأيسر لقلبه. يقول إبراهيم عن هذه التجربة:
لكن الدكتور إبراهيم انتزع الرصاصة فلم يحدث شيء، واستمر القلب في خفقانه الطبيعي وشفي المصاب شفاء كاملًا وعاد ليعمل في سلاح الطيران، ثم التحق بالسلك الدبلوماسي، وشغل فيه مناصب مرموقة. وقد أدت هذه التجربة بالدكتور إبراهيم إلى الارتحال لدراسة جراحة القلب فيما بعد، ليمارس جراحة القلب لفترة من الزمن، حتى عاد عدد من شباب الجراحين من بعثات في الخارج وكرسوا أنفسهم لهذا التخصص.

## حرب فلسطين
اشترك الدكتور حسن علي إبراهيم في حرب فلسطين سنة 1948 طبيبًا مكلفًا بالجيش، ونال نوط الجدارة تقديرًا لخدماته.

## كليات الطب الإقليمية
أشرف الدكتور حسن علي إبراهيم على كلية طب أسيوط، وظل ينتقل إليها ثلاث سنوات، ثم أشرف بعد ذلك على قسم الجراحة بكلية طب المنصورة.

## على الصعيد الدولي
حضر حسن علي إبراهيم مؤتمرين طبيين بالكاميرون، ودعي مرات إلى المملكة العربية السعودية لإجراء عمليات جراحية وإلقاء محاضرات، وشارك في العديد من المؤتمرات الطبية محليًا ودوليًا.
عمل أستاذًا للجراحة بجامعة فيينا، كما عمل بمستشفى نيكر بباريس، كما مثل مصر عشر سنوات في جمعية الجراحين الدولية ومقرها بروكسل، ودعي لإلقاء محاضرات في كلية الطب بجامعة كاليفورنيا وفي مستشفى الأكاديمية الطبية في ألمانيا.

## الشعر واللغة والفلك
كان الدكتور حسن علي إبراهيم يهوى الشعر، ومن شعره:
وقد انتخب الدكتور حسن علي إبراهيم عضوًا بمجمع اللغة العربية بالقاهرة خلفًا للدكتور أحمد زكي، وكان أيضًا يهوى الفلك، ويقضي الليالي في رصد النجوم والنقاش في العلم في مرصد حلوان مع صديقه الدكتور عبد الحميد سماحة.

## عضوية مجالس الجمعيات الطبية والخيرية
اشترك الدكتور حسن علي إبراهيم في عضوية مجلس الإدارة للجمعية الطبية المصرية، وجمعية الجراحين المصريين، وجمعية الإسعاف، وجمعية الهلال الأحمر المصري والجمعية الخيرية الإسلامية.

## الجوائز والتكريم
- نوط الجدارة العسكري، تقديرًا لخدماته في حرب فلسطين عام 1948
- جائزة الدولة التشجيعية في العلوم الطبية (1959)
- جائزة الدولة التقديرية في العلوم الطبية (1990)[3]